# 裏切り者 (2000年の映画)
『裏切り者』（うらぎりもの、The Yards）は、2000年のアメリカ合衆国の犯罪映画。監督はジェームズ・グレイ、出演はマーク・ウォールバーグ、ホアキン・フェニックス、シャーリーズ・セロンなど。グレイ監督が自らの青年時代に起きた実際の汚職事件をモチーフに描いた社会派サスペンス。

## ストーリー
ニューヨーククイーンズ区。刑務所から出所したレオ・ハンドラーは、自分を女手一つで育ててくれた母を悲しませないため、今度こそまっとうな人生を歩むと心に決めていた。叔父であるフランク・オルチンは、経営するエレクトリック・レール社の機械工としてレオを雇おうとするが、そのためには学校に2年間通う必要があり、母をすぐにでも楽にさせたいレオは話を保留にしてしまう。
レオの悪友で、先にフランクの会社で働いていたウィリー・グティエレスはレオを自分の部署へ引き込むため、入札現場に連れていくなど自分の仕事を見学させる。そこで繰り広げられていたのは、汚職や談合といった不正の数々だった。レオは不安になるが、ウィリーから貰える分け前に気を良くし、フランクを説得してウィリーと一緒に仕事をするようになる。
しかしある晩、ウィリーの不良仲間を連れて競合相手の車両に細工をするため操車場に行ったところ、掌を返して協力を拒んだ職員をウィリーが刺殺してしまい、見張りをしていたレオも警報を聞いて駆けつけた警官に重傷を負わせてしまった。フランクの指示を仰ぐことができない中で、レオは「唯一の目撃者である警官が意識不明の間に彼を殺せ」と不良仲間から脅されるが、銃口を向けたところで怖気づき逃げてしまう。
意識を取り戻した警官の証言に加えて、ウィリーが口を噤んだことにより、レオは殺人犯として追われることになった。ウィリーはレオを助けたかったが何もできず、件の警官にはフランクの賄賂も通用しない。逃亡生活を強いられたレオはウィリーと決別することになり、密かに助けを求めたフランクもレオの殺害を考えており、孤立無援の状態になっていた。
事件についての聴聞会が行われる当日、レオがエレクトリック・レール社の競合相手であるウェルテック社の人間と共に会場に現れる。居合わせたフランクは裏から手を回し、聴聞会が行われる前にレオ、クイーンズ区の区長、ウェルテック社の重役、ニューヨーク市警の本部長と密約を交わした。レオは罪に問われないことと引き換えにフランクたちの不正を暴露しないことを約束するが、後日それを反故にして不正の告発を行う。

## キャスト
レオ・ハンドラー
演 - マーク・ウォールバーグ、日本語吹替 - 伊藤健太郎
懲役刑に服していた青年。口下手で人付き合いが苦手。
ウィリー・グティエレス
演 - ホアキン・フェニックス、日本語吹替 - 平田広明
レオの幼馴染で悪友。不正を行って役所から仕事を獲得している。
エリカ・ストルツ
演 - シャーリーズ・セロン、日本語吹替 - 湯屋敦子
ウィリーの恋人。義理の父であるフランクを毛嫌いしている。15歳の頃にレオと特別な関係になった過去がある。
フランク・オルチン
演 - ジェームズ・カーン、日本語吹替 - 手塚秀彰
レオの叔父。鉄道車両の部品製造などを手がけるエレクトリック・レール社を経営している。
ヴァル・ハンドラー
演 - エレン・バースティン、日本語吹替 - 宮寺智子
レオの母。具合が悪く、心臓も弱っている。他者から金銭的援助を受けることに抵抗がある。
キティ・オルチン
演 - フェイ・ダナウェイ、日本語吹替 - 弥永和子
フランクの妻。エリカの母。
アーサー・マイダニック
演 - スティーヴ・ローレンス、日本語吹替 - 長克巳
クイーンズ区の区長。フランクから賄賂を受け取っている。
シーモア・コーマン
演 - トニー・ムサンテ、日本語吹替 - 小山武宏
ヘクトル・ガヤルド
演 - ロベルト・モンタノ、日本語吹替 - 高宮俊介
ウェルテック社の社員。競合相手であるエレクトリック・レール社から友人であるウィリーを引き抜こうとしている。
ジェリー・リフキン巡査
演 - デイヴィッド・ザヤス、日本語吹替 - 遠藤純一
操車場に駆けつけた警官。発見したレオに警棒を奪われ、激しい殴打により重傷を負う。

## 作品の評価
Rotten Tomatoesによれば、98件の評論のうち高評価は64%にあたる63件で、平均点は10点満点中5.9点、批評家の一致した見解は「力強い演技と演出を特徴とする『裏切り者』は、本格的な雰囲気を持つ質感豊かな犯罪スリラーである。」となっている。
Metacriticによれば、31件の評論のうち、高評価は19件、賛否混在は10件、低評価は2件で、平均点は100点満点中58点となっている。